# Yellel
Yellel là một đô thị thuộc tỉnh Relizane, Algérie. Dân số thời điểm năm 2002 là 34.01 người.